# Nikiasz (politikus)
Nikiasz athéni politikus volt a peloponnészoszi háború idején. Mérsékelt arisztokrataként a radikális demokratákkal szemben a Spártával való kiegyezést támogatta. Periklész halála után először Kleón majd Alkibiadész fő vetélytársa volt. Nevéhez fűződik a Spártával kötött Nikiasz-féle béke. Alkibiadész hódító terveit bírálva került helyette a katasztrofálisan végződő szicíliai expedíció élére, amiben életét vesztette. 